# 守門テレビ中継局
守門テレビ中継局（すもんテレビちゅうけいきょく）は、新潟県魚沼市にあるテレビ中継局である。

## 中継局概要

### デジタルテレビ放送
| リモコン 番号 | 放送局名              | チャンネル 番号 | 空中線 電力 | ERP  | 偏波面   | 放送対象地域 | 放送区域 内世帯数 | 運用開始日     |
| ------------- | --------------------- | --------------- | ----------- | ---- | -------- | ------------ | ----------------- | -------------- |
| 1             | NHK 新潟総合          | 16              | 1W          | 2.9W | 水平偏波 | 新潟県       | 約7万2200世帯     | 2008年 11月4日 |
| 2             | NHK 新潟教育          | 14              | 1W          | 2.9W | 水平偏波 | 全国         | 約7万2200世帯     | 2008年 11月4日 |
| 4             | TeNY テレビ新潟放送網 | 36              | 1W          | 2.9W | 水平偏波 | 新潟県       | 約7万2200世帯     | 2008年 11月4日 |
| 5             | UX 新潟テレビ21       | 38              | 1W          | 2.9W | 水平偏波 | 新潟県       | 約7万2200世帯     | 2008年 11月4日 |
| 6             | BSN 新潟放送          | 18              | 1W          | 2.9W | 水平偏波 | 新潟県       | 約7万2200世帯     | 2008年 11月4日 |
| 8             | NST NST新潟総合テレビ | 34              | 1W          | 2.9W | 水平偏波 | 新潟県       | 約7万2200世帯     | 2008年 11月4日 |

- 所在地: 魚沼市横根（五輪峠）[2]
- 放送区域： 破間川上流地域の広範囲に電波を発射している。
- 2008年8月19日に予備免許交付[3]、11月4日に本免許が交付され[2]、同日本放送を開始した[1]。

### アナログテレビ放送
| チャンネル 番号 | 放送局名              | 空中線 電力       | ERP                  | 偏波面   | 放送対象地域 | 放送区域 内世帯数 | 運用開始日     |
| --------------- | --------------------- | ----------------- | -------------------- | -------- | ------------ | ----------------- | -------------- |
| 4               | NHK 新潟総合          | 映像3W/ 音声750mW | 映像6.6W/ 音声1.65W  | 水平偏波 | 新潟県       | 1605世帯          | 1966年 8月26日 |
| 6               | BSN 新潟放送          | 映像3W/ 音声750mW | 映像6.6W/ 音声1.6W   | 水平偏波 | 新潟県       | 1605世帯          | 1966年 8月26日 |
| 10              | NHK 新潟教育          | 映像3W/ 音声750mW | 映像6W/ 音声1.5W     | 水平偏波 | 全国         | 1605世帯          | 1966年 8月26日 |
| 57              | UX 新潟テレビ21       | 映像10W/ 音声2.5W | 映像41W/ 音声10W     | 水平偏波 | 約-世帯      | 1605世帯          | -              |
| 59              | TeNY テレビ新潟放送網 | 映像10W/ 音声2.5W | 映像41W/ 音声10W     | 水平偏波 | 約-世帯      | 1605世帯          | -              |
| 61              | NST 新潟総合テレビ    | 映像10W/ 音声2.5W | 映像1.25kW/ 音声310W | 水平偏波 | 約-世帯      | 1605世帯          | 1979年 7月26日 |

- 所在地： デジタルテレビ放送に同じ
- 2011年7月24日をもってすべて廃止された。